# Бігунок (колісна пара)

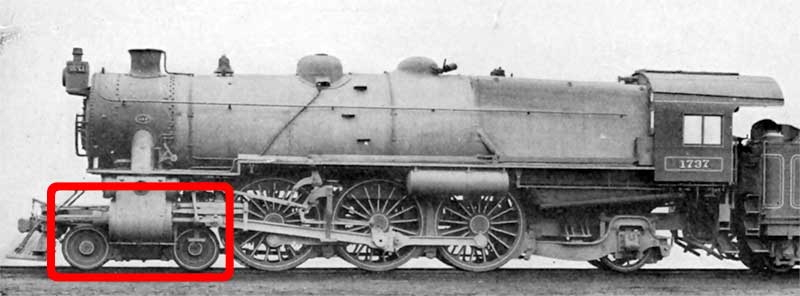
Бігункові колісні пари паровоза типу 2-3-1

Бігункові колісні пари (бігункові осі або більш коротко — бігунок) — вільні (тобто на них не передаються тягові зусилля від тягових двигунів) колісні пари, розташовані перед рушійними колісними парами. Служать для розвантаження передньої частини локомотива, а також для поліпшення вписування локомотива в криві.
Оскільки за умовами вписування в криві бігункові осі повинні мати значне відхилення від середньої осі локомотива, то їх найчастіше поміщають на поворотний візок (візок при цьому називається бігунковим).